# Zbigniew Zakrzewski
Zbigniew „Zaki“ Zakrzewski (* 26. Januar 1981 in Posen, Polen) ist ein polnischer ehemaliger Fußballspieler.

## Karriere
Nachdem er seine Karriere als Jugendlicher beim größten Posener Fußballverein, Lech Posen, begonnen hatte, wechselte er 2001 als erste Profi-Station zum Stadtrivalen Warta Posen. Nach einem Jahr wechselte Zakrzewski zu Aluminium Konin, bevor er, wiederum ein Jahr später, zurück zu seinem Jugendverein Lech Posen wechselte. Im Sommer 2007 wechselte er zum Schweizer Verein FC Sion. Zur Rückrunde 2007/2008 wurde er an den Schweizer Ligakonkurrenten FC Thun ausgeliehen. Zur Saison 2008/2009 wechselte Zakrzewski zum polnischen Aufsteiger Arka Gdynia. Ab Juli 2009 stand er wieder beim FC Sion unter Vertrag. Er wurde in der gesamten Hinrunde aber nicht eingesetzt und wechselte zur Rückrunde zu  nach Polen. Jedoch konnte er auch hier nicht wirklich glänzen und erzielte in 9 Ekstraklasa-Spielen nur 1 Tor. Ab der Saison 2010/11 stand er dann bei Warta Posen in der 2. polnischen Liga unter Vertrag. In 30 2. Ligaspielen konnte er 10 Tore erzielen. Am Saisonende verließ er Posen allerdings in Richtung Legnica, wo er beim ansässigen Klub Miedź Legnica unterschrieb. In seiner ersten Saison konnte er in 24 3. Ligaspielen 17 Tore erzielen und hatte damit maßgeblichen Anteil am Aufstieg in die 2. Liga. Insgesamt erzielte er für Miedź in 3 Saisons 31 Tore in 76 Ligaspielen. Zur Saison 2014/2015 wechselte Zbigniew Zakrzewski zum Drittligisten Puszcza Niepołomice, verließ den Verein aber im März 2015 wieder und schloss sich dem Amateurverein GKS Tarnovia Tarnowo Podgórne an.

## Erfolge
- Polnischer Pokalsieger: 2004

## Familie
Zbigniew Zakrzewski ist der Sohn des früheren polnischer Fußballspielers Wiesław Zakrzewski (unter anderem ehemals Lech Posen und B36 Tórshavn).
| Personendaten    | Personendaten             |
| ---------------- | ------------------------- |
| NAME             | Zakrzewski, Zbigniew      |
| ALTERNATIVNAMEN  | Zakrzewski, Zaki          |
| KURZBESCHREIBUNG | polnischer Fußballspieler |
| GEBURTSDATUM     | 26. Januar 1981           |
| GEBURTSORT       | Posen                     |